# Кар (римский император)
Марк Авре́лий Кар (лат. Marcus Aurelius Carus), более известный в римской историографии как Кар, — римский император, правивший в 282—283 годах.
Кар происходил, по всей видимости, из Нарбонской Галлии. Во время правления императора Проба он занимал должность префекта претория. В 282 году Кар был провозглашён императором войсками Реции и Норика. Он разгромил сарматов и квадов на дунайской границе, а затем одержал победу над персами в Месопотамии. Однако после взятия персидской столицы Ктесифона и переправы на противоположный берег Тигра Кар скончался в своей палатке. Сыновья Кара Карин и Нумериан стали его преемниками.
Кар носил следующие победные титулы: «Персидский Величайший» и «Германский Величайший» с 283 года.

## Биография

### Происхождение и семья
Будущий император Марк Аврелий Кар родился около 223 или в 224 году. Эта дата основывается на сообщении византийского историка VI века Иоанна Малалы, который упоминает в своей «Хронографии», что на момент смерти Кару было шестьдесят лет. Уильям Лидбеттер считает, что Кар родился около 230 года. Точно неизвестно о родине и происхождении Кара. В «Истории Августов» автор биографии Кара делает сразу несколько предположений насчёт этого вопроса:
«Онезим, который очень тщательно составил жизнеописание Проба, настаивает на том, что Кар и родился, и воспитывался в Риме, но что его родители были иллирийцами. Фабий же Цериллиан, с величайшим умением изложивший историю времени Кара, Карина и Нумериана, утверждает, что он родился не в Риме, а в Иллирике и что его родители были не паннонцами, а пунийцами. Помнится, в каком-то дневнике я читал, что Кар был медиоланцем, но был записан на доске курии города Аквилеи».
Современные историки, опираясь на латинские (Аврелий Виктор, Евтропий, Иероним Стридонский, Сидоний Аполлинарий) и греческие (Иоанн Зонара) источники, полагают, что Кар происходил из Нарбонской Галлии или её столицы Нарбонны. Тем самым он прервал ряд императоров, происходивших из Иллирика. Однако некоторые учёные, такие как Пат Сазерн, считают его уроженцем далматийского города Нарона. Основываясь на том, что сын Кара Нумериан имел номен «Нумерий», исследователи реконструируют имя, данное Кару при рождении, как Марк Нумерий Кар или Марк Аврелий Нумерий Кар.
У Кара было два сына: Марк Аврелий Карин и Марк Аврелий Нумерий Нумериан. Кроме того, у него была дочь Паулина, а также внук Нигриниан (сын либо Карина, либо Паулины), который скончался вскоре после смерти своего деда. Известно также, что Кар был сенатором и до вступления на престол занимал различные военные и гражданские должности. Он находился на посту проконсула Киликии в неизвестном году. Кроме того, «История Августов» включает его в список полководцев, которых обучал военному делу сам император Проб.

### Восхождение на престол
После восхождения на престол Проб назначил Кара на должность префекта преторианской гвардии, что свидетельствует о его доверии к нему. Однако в правление Проба Кар так и не достиг консульства, хотя обычно префекты претория, такие как, например, Луций Петроний Тавр Волузиан при Галлиене и Юлий Плацидиан при Аврелиане, после префектуры через некоторое время чаще всего становились консулами.
О том, как Кар был провозглашён императором, источники рассказывают по-разному. Согласно одним источникам, это событие произошло ещё при жизни Проба, а по другим — после его убийства. В конце 282 года, когда Проб находился в Сирмии, рецийские и норикские легионы восстали, объявив императором префекта претория Кара, который готовил войско для запланированного Пробом похода против Персии. Согласно греческой традиции, представленной Иоанном Зонарой и Иоанном Антиохийским, Кар узнал, что местные войска хотят провозгласить его императором против его собственной воли, и обратился за советом и с просьбой отстранить его от командования к Пробу. Проб же послал против мятежников армию, которая перешла к Кару, а сам император был убит своим телохранителем.
Согласно гораздо более многочисленной латинской традиции, Кар ничего Пробу не сообщал, а был сам зачинщиком восстания. Дальнейшие события, описываемые латинскими источниками, в целом совпадают с версией, изложенной в греческих трудах. Поэтому уверения «Истории Августов» о непричастности Кара к восстанию против Проба не вызывают доверия, поскольку именно Кар получил наибольшую выгоду от солдатского мятежа. Когда Кар узнал о гибели Проба, он сообщил сенату, что по воле армии он стал императором. Он не испросил у сенаторов даже формального одобрения, пренебрегнув тем самым традициями. Это свидетельствовало о том, что власть римских императоров, до тех пор прикрывавшаяся республиканскими обычаями, приобретает открытый авторитарный характер.

### Правление
После провозглашения императором Кар, по всей видимости, оставшуюся часть года занимал должность консула вместо Проба. Кроме того, он сделал всё возможное для основания своей собственной династии. В отличие от многих его предшественников, Кар имел двух взрослых сыновей, которые могли помогать управлять Римской империей, что облегчило задачу. Сначала старшему Карину, а затем и младшему Нумериану он присвоил титулы «благороднейших цезарей» (лат. nobilissimus Caesar) и «предводителей молодёжи» (лат. princeps iuventutis). Кроме того, в следующем году Карин стал консулом вместе со своим отцом и был повышен до звания августа (то есть стал равноправным соправителем Кара), а Нумериана женили на дочери нового префекта претория Аррия Апра. В период своего краткого пребывания на посту императора Кар также продолжил политику укрепления мощи римской армии, начатую ещё при Клавдии II Готском и Аврелиане. По приказу Кара были жестоко наказаны убийцы его предшественника.
Первой важной задачей правления Кара было остановить вторжение в Паннонию переправившихся через Дунай сарматов и квадов, которые представляли собой угрозу Фракии и Италии. Очевидно, не заходя в Рим, Кар тотчас направился в эту провинцию и нанёс благодаря искусным военным действиям этим племенам сокрушительное поражение, уничтожив около шестнадцати тысяч вражеских воинов и взяв в плен ещё двадцать тысяч душ обоих полов. Эти пленники изображены на монетах, выпущенных уже в правление Нумериана, где император представлен на колеснице вместе со своим отцом. На ней имеется надпись «TRIVNFV(s) QVADOR(um)» (рус. Триумф над квадами). Разгром сарматов и квадов произошёл, по всей видимости, ещё в конце 282 года. В честь этой победы Кар и его сыновья удостоились победного титула «Германский Величайший».

#### Персидский поход
После разгрома сарматов и квадов Кар вместе с Нумерианом прошёл через Фракию и малоазиатские провинции и прибыл к римско-персидской границе. Кизикский монетный двор отметил появление Кара и Нумериана на Востоке чеканкой монет с надписью «adventus» (с лат. — «прибытие»). Карина император оставил следить за порядком в западных провинциях, особенно в Галлии. По сообщению Флавия Вописка Сиракузянина, Кар называл себя несчастным по причине того, что он отправил править Галлией от своего имени Карина и хотел лишить его звания цезаря. Кар объявил, что главной целью его правления является сокрушение Сасанидского государства и возвращение под власть римлян Месопотамии. Персидский поход был запланирован ещё при Аврелиане, но он не успел его осуществить, потому что был убит по пути на Восток. У Проба тоже было желание вернуть потерянные земли, но он также не успел претворить замысел в жизнь. Только Кару удалось реализовать кампанию против персов. Задачу облегчали внутренние беспорядки в персидском государстве, в правление Бахрама II. Против него восстал его собственный брат Гормизд, который пытался создать независимое государство в восточной части Сасанидского Ирана.
Узнав о замыслах римлян, встревоженные персы решили задержать их длительными переговорами. С этим событием связывают один рассказ. Персидские послы прибыли в римский лагерь на закате, в то время, когда римское войско ужинало. Персы выразили желание поприсутствовать на ужине римского императора. Они увидели Кара, одетого как все солдаты, который сидел на траве. Император ужинал похлёбкой из толчёного гороха с кусками старой солёной свинины. Только лежащий рядом с ним пурпурный плащ указывал на его высокое положение. При виде послов Кар даже не пошевелился. Император подозвал персов к себе и сказал, что если их царь не удовлетворит все его требования, то тогда персидские пастбища и поля станут более голыми, чем его голова. В подтверждение этого император обнажил свою лысую голову. Затем Кар добавил, что если послы голодны, то они могут отужинать вместе с ним, а если нет, то чтобы они немедленно покинули пределы римского лагеря и возвращались к своему царю.
Кампания против персов имела большой успех. Согласно упоминанию галло-римского писателя V века Сидония Аполлинария, римская армия под командованием Кара и Нумериана вторглась в Персию через Армению. Затем Кар двинулся вдоль течения месопотамской реки Тигр, не встречая на своём пути никакого сопротивления, поскольку отвлечённый внутренними беспорядками персидский царь Бахрам II не имел возможности обратить все свои силы на борьбу с римлянами. Император достиг столицы персидского государства Ктесифона, который захватил, а затем переправился на противоположный берег Тигра и занял ещё один крупный месопотамский город Селевкию. После этого Кар и его сыновья получили победный титул «Персидский Величайший». Эти достижения в некоторой степени компенсировали поражения римлян прошлых лет. Затем император решил развить успех и продолжить кампанию, проникнув вглубь персидской территории. По всей видимости, префект претория Аррий Апр поддержал этот замысел.

### Смерть
В самый разгар персидского похода Кар скончался в конце июля или в начале августа 283 года в своей палатке при так до конца и невыясненных обстоятельствах. Древние источники утверждают, что умер от болезни или был убит молнией в знак божественного возмездия, поскольку ему было дано предсказание, что победа будет сопутствовать ему только до Ктесифона, а он продолжил движение дальше.
В «Истории Августов» приводится письмо некоего Юлия Кальпурния, который занимал при Каре должность секретаря, рассказывающее о смерти императора:
«Когда наш государь Кар, действительно дорогой, был болен и лежал в палатке, внезапно поднялась буря с таким вихрем, что всё потемнело и люди не узнавали друг друга; затем, когда всё было охвачено непрерывным дрожанием от блеска молний и ударов грома и всё небо, казалось, пылало, мы перестали понимать, что происходит. Вдруг раздался крик, что император умер, а затем — особенно сильный удар грома, повергший всех в ужас. Вдобавок спальники государя, охваченные скорбью по поводу его смерти, зажгли палатку. Вследствие этого внезапно распространился слух, будто он погиб от молнии, тогда как, насколько мы можем знать, установлено, что он умер от болезни».

Некоторые современные реконструкции тех событий предполагают, что Кар был убит при содействии префекта претория Аррия Апра. По мнению Уильяма Лидбеттера, болезнь является наиболее правдоподобным объяснением кончины императора. Он считает, что невероятно, будто император, одержавший крупную победу, был убит прямо в лагере. Кроме того, его сын Нумериан беспрепятственно занял престол, не встретив оппозиции. Другая версия основана на рассказе Иоанна Малалы, согласно которому Кар был убит в кампании против гуннов после персидского похода, с ним согласен и Иоанн Зонара. После смерти Кар был обожествлён.

### Итоги правления
Правление Кара длилось чуть меньше года (по сообщению Хронографа 354 года — 10 месяцев и 5 дней). Его победа на Востоке была важна как с политической точки зрения, так как она позволила Диоклетиану заключить мирное соглашение в 288 году, условия которого неизвестны, так и с культурной точки зрения.
Африканский поэт Олимпий Немезиан посвятил некоторую часть своего произведения «Кинегетика» («Об охоте») празднованию победы Кара и Нумериана и даже рассказывал о триумфальном возвращении императоров в Рим, которое так и не состоялось. Эта победа нашла большой отклик в V веке, когда поэт и писатель Сидоний Аполлинарий обращался к Консенцию Нарбоннскому, напоминая ему о победах своих сограждан, и Синезий Киренский упомянул Кара в своём труде «О царстве». «История Августов» характеризует Кара как «человека, так сказать, среднего достоинства, которого следует скорее отнести к хорошим, нежели к дурным государям», а в другом месте называет уже «хорошим государем».

## В искусстве
- Немецкий поэт и драматург Август фон Платен (1796—1835) посвятил Кару балладу «Смерть Кара» (1830)[34].